# Dick Stanfel
Richard Anthony Stanfel (San Francisco, California, 20 de julio de 1927-Libertyville, Illinois, 22 de junio de 2015), más conocido como Dick Stanfel, fue un jugador profesional estadounidense de fútbol americano que se desempeñó en la posición de guard en la National Football League (NFL). Es miembro del Salón de la Fama del Fútbol Americano Profesional.

## Carrera
Stanfel jugó como profesional cuatro temporadas en Detroit Lions (1952-1955), después pasó a Washington Redskins, donde jugó tres temporadas (1956-1958), y fue el equipo en el que se retiró.

## Reconocimiento
En 2016, ingresó como miembro al Salón de la Fama del Fútbol Americano Profesional.